# August Herman Pfund
August Herman Pfund (* 28. Dezember 1879 in Madison, Wisconsin; † 4. Januar 1949) war ein US-amerikanischer Physiker und Spektroskopiker.
Pfund war Professor für Optik an der Johns Hopkins University in Baltimore, Maryland.
1924 entdeckte er die nach ihm benannte Serie im Spektrum des Wasserstoffs (Pfund-Serie). Außerdem erfand Pfund eine Teleskop-Anordnung.
1922 wurde er mit der Edward Longstreth Medal des Franklin Institute of Philadelphia und 1939 mit der Frederic Ives Medal ausgezeichnet.